# Repubblica Sociale Italiana
La Repubblica Sociale Italiana (RSI) fu un regime collaborazionista con la Germania nazista esistito tra il settembre 1943 e l'aprile 1945, voluto da Adolf Hitler e guidato da Benito Mussolini al fine di governare i territori italiani controllati militarmente dai tedeschi dopo l'armistizio di Cassibile. È conosciuta anche come Repubblica di Salò, in quanto a Salò (BS) aveva sede l'Agenzia di stampa Stefani, che emetteva in esclusiva notizie stampa e comunicati della RSI, ognuno dei quali iniziava con luogo (Salò) e data.
La RSI, riconosciuta principalmente solo dalle altre Potenze dell'Asse e priva di un impianto giuridico-costituzionale ufficiale, è considerata uno Stato fantoccio da gran parte della storiografia e dalla prevalente dottrina in materia di diritto internazionale; tuttavia alcuni storici e giuristi le hanno attribuito un qualche grado di sovranità. Lo stesso Mussolini era comunque consapevole che i tedeschi considerassero il suo regime alla stregua di uno Stato fantoccio. L'attuale ordinamento italiano non le riconosce alcuna legittimità; infatti, nel decreto legislativo luogotenenziale 5 ottobre 1944, n. 249 sull'"Assetto della legislazione nei territori liberati" essa è definita «sedicente governo della repubblica sociale italiana».
La strutturazione giuridico-istituzionale della RSI sarebbe dovuta essere demandata a un'assemblea costituente, come richiesto dal congresso del Partito Fascista Repubblicano (14-16 novembre 1943). Si sarebbe dovuta instaurare una «repubblica sociale» in linea con i principi programmatici, a cominciare dalla «socializzazione delle imprese», tracciati nel documento noto come Manifesto di Verona e approvato durante i lavori congressuali. Mussolini preferì però rinviare la convocazione della Costituente al dopoguerra, limitandosi a far approvare al Consiglio dei ministri del 24 novembre la denominazione di RSI. Nel Consiglio dei ministri del 16 dicembre 1943 venne poi presentata una bozza completa di una possibile costituzione della RSI.
L'avanzata angloamericana nella primavera del 1945 e l'insurrezione del 25 aprile 1945 determinarono la fine della RSI, la quale cessò ufficialmente di esistere con la resa di Caserta del 29 aprile 1945 (operativa dal 2 maggio) sottoscritta dagli Alleati con il Comando Tedesco Sud-Ovest anche a nome dei corpi militari dello Stato fascista, in quanto quest'ultimo non era riconosciuto dagli Alleati come valido e autonomo.
Fondamenti ideologico-giuridico-economici della Repubblica Sociale Italiana furono il fascismo, il socialismo nazionale, il repubblicanesimo, la socializzazione, la cogestione, il corporativismo e l'antisemitismo.

## La denominazione
La creazione di uno Stato italiano fascista guidato da Mussolini fu annunciata dallo stesso il 18 settembre 1943 attraverso Radio Monaco. Tre giorni prima l'agenzia ufficiosa del Reich, la DNB, aveva comunicato che Mussolini assumeva «nuovamente la suprema direzione del Fascismo in Italia» diramando i primi cinque fogli d'ordini del duce.
Il 23 settembre si tenne il primo Consiglio dei ministri della RSI presso l'ambasciata tedesca a Roma, costituendo il nuovo governo della RSI guidato da Mussolini, benché in assenza di quest'ultimo, ancora in Germania. In questa fase viene usata l'espressione "Stato Fascista Repubblicano d'Italia". Il 27 settembre il governo comunicava che «si dà inizio al funzionamento del nuovo Stato Fascista Repubblicano».
Il 28 settembre nel secondo Consiglio dei ministri, il primo presieduto da Mussolini, tenutosi alla Rocca delle Caminate presso Forlì, venne usata la denominazione di "Stato Nazionale Repubblicano". La prima Gazzetta Ufficiale a non riportare le insegne e le intestazioni monarchiche fu quella pubblicata il 19 ottobre. Il 20 ottobre il ministro guardasigilli dispose «che la denominazione "Regno d'Italia" negli atti e documenti e in tutte le intestazioni relative a questo Ministero e agli Uffici da esso dipendenti, sia sostituita dalla denominazione: "Stato Nazionale Repubblicano d'Italia"».
Al terzo Consiglio dei ministri del 27 ottobre, tenutosi nella sede definitiva di Palazzo Feltrinelli a Gargnano, Mussolini annunciò «la preparazione della Grande Assemblea Costituente, che getterà le solide fondamenta della Repubblica Sociale Italiana»; tuttavia lo Stato non cambiò nome. Il 17 novembre il Manifesto di Verona approvato dal nuovo Partito Fascista Repubblicano delineò la creazione di una «Repubblica Sociale».
Il 24 novembre il quarto Consiglio dei ministri deliberò che «lo Stato nazionale repubblicano prenda il nome definitivo di "Repubblica Sociale Italiana"» a partire dal 1º dicembre 1943.
La RSI fu ben presto nota anche come "Repubblica di Salò", dal nome del comune sul lago di Garda sede del Ministero degli esteri e del Ministero della cultura popolare con le agenzie di stampa, onde per cui la maggior parte dei dispacci ufficiali recavano l'intestazione "Salò comunica…" o "Salò informa…" o "Salò dice…".
- 23.09.1943-28.09.1943: Stato Fascista Repubblicano d'Italia
- 28.09.1943-30.11.1943: Stato Nazionale Repubblicano d'Italia
- 01.12.1943-02.05.1945: Repubblica Sociale Italiana

## Storia

### Le origini
Durante la seconda guerra mondiale, dopo lo sbarco americano in Sicilia e l'ormai ritenuta inesorabile sconfitta dell'Italia, furono a molti livelli cercate soluzioni per uscire dalla crisi. Il 25 luglio 1943 il Gran Consiglio del Fascismo, organismo costituzionale e direttorio politico del PNF, con l'ordine del giorno Grandi aveva invitato Mussolini:
Nell'approvazione dell'ordine del giorno c'era stato il voto, se non decisivo almeno assai significativo, di Galeazzo Ciano, ex ministro degli esteri e genero del Duce, e di Dino Grandi, importante politico e diplomatico che aveva rappresentato nel mondo il prestigio dell'Italia fascista.
Nel pomeriggio dello stesso 25 luglio, Mussolini era stato ricevuto dal Re nella sua residenza di Villa Savoia. Dopo un breve colloquio, che si era concluso con la richiesta delle dimissioni da Capo del governo, Mussolini fu arrestato e condotto, con un'ambulanza della Croce Rossa, presso la caserma della Legione Allievi Carabinieri di via Legnano, ove restò recluso per tre notti prima di essere trasferito altrove il 28 luglio. Non presso la sua residenza di Rocca delle Caminate, come egli sperava, ma imbarcato a Gaeta sulla corvetta Persefone e trasferito prima a Ventotene, poi sull'isola di Ponza e, dal 7 agosto, con la corvetta Pantera, sull'isola della Maddalena. Infine, dal 28 agosto, ai piedi del Gran Sasso, per poi salire il 3 settembre a Campo Imperatore, dove restò, controllato da 250 carabinieri e guardie di pubblica sicurezza, sino alla sua liberazione da parte di un reparto di paracadutisti tedeschi.
Al posto di Mussolini il Re aveva nominato Pietro Badoglio, il quale subito aveva sedato l'euforia popolare sorta alla notizia della caduta del capo del fascismo e spento le speranze di pace con un proclama radiofonico caratterizzato dall'impegno: "La guerra continua". Dopo lunghe trattative, si giunse alla firma dell'armistizio di Cassibile tra l'Italia e gli Alleati, firmato il 3 settembre 1943 ed effettivo dopo il proclama Badoglio dell'8 settembre 1943. A ciò seguì un generale sbandamento, durante il quale la famiglia reale fuggì da Roma insieme a Badoglio e al suo governo, rifugiandosi a Brindisi.
Le autorità e i dirigenti dello Stato, compresi gli stati maggiori delle forze armate, si resero irreperibili, mentre le truppe tedesche prendevano il controllo del Paese seguendo un preciso piano organizzato mesi prima (Operazione Achse). La penisola restava così divisa in due, occupata dalle forze alleate al sud e dalle forze tedesche al centro-nord, con Roma tenuta dai tedeschi sino al 4 giugno 1944.

### Dal Gran Sasso al lago di Garda, passando per la Germania
La nascita di un governo fascista nell'Italia occupata dai tedeschi era già stata pianificata segretamente (Operazione Achse) dai vertici di Berlino prima della liberazione di Mussolini: inizialmente si pensò ad un governo con Alessandro Pavolini, Vittorio Mussolini e Roberto Farinacci – esuli in Germania dopo il 25 luglio –, ma nessuno dei tre sembrava dare sufficienti garanzie alla Germania, mentre Farinacci rifiutò ogni incarico. Si ventilò allora la possibilità di affidare il governo a Giuseppe Tassinari. La liberazione di Mussolini risolse il problema.
La liberazione di Mussolini era stata minuziosamente organizzata dai tedeschi, per diretto ordine di Hitler, e venne realizzata il 12 settembre da truppe scelte guidate da Kurt Student, Harald-Otto Mors e dal maggiore Otto Skorzeny, che dopo aver preso possesso dei luoghi e liberato il prigioniero, lo condusse a Monaco di Baviera. Qui Mussolini discusse della situazione del nord Italia in una serie di colloqui (durati due giorni) con Hitler dei quali non è giunto alcun verbale. Inizialmente depresso e incerto, Mussolini fu convinto da Hitler, che avrebbe minacciato di ridurre l'Italia "peggio della Polonia", e accettò di costituire un governo fascista al nord.
Il 15 settembre furono emanate da Monaco le prime direttive per riorganizzare il Partito fascista, che nel frattempo si stava ricostituendo spontaneamente dopo la dissoluzione sotto il peso degli avvenimenti dell'Armistizio, e della MVSN, in parte rimasta armi al piede.
Riprendendo il programma dei Fasci italiani di combattimento del 1919, richiamandosi a Mazzini ed enfatizzando le origini e i contenuti repubblicani e socialisti, il 17 settembre Mussolini proclamò da Radio Monaco, emittente captata in buona parte dell'Italia settentrionale, la prossima costituzione del nuovo Stato fascista. Questa sarebbe stata formalizzata il giorno 23, quando la prima riunione del Governo della Repubblica Sociale Italiana si insediò a Roma.
(Benito Mussolini, dal discorso di Radio Monaco del 18 settembre 1943.)
A novembre fu istituita un'ambasciata della RSI in Germania: fu nominato ambasciatore Filippo Anfuso, che si accreditò a Hitler il giorno 13. Il Reich ricambiò inviando a Salò Rudolf Rahn, già ambasciatore a Roma prima dell'armistizio, che si accreditò a Mussolini l'11 dicembre, anniversario della firma del Patto Tripartito. Le sedi degli organi istituzionali, dei ministeri e delle forze armate della RSI vennero distribuite in tutto il nord Italia.

Villa Simonini, sede del Ministero degli Esteri della RSI

Il circondario di Salò, sede di alcuni dei maggiori uffici governativi, non era solo di grande bellezza paesaggistica, ma era anche strategicamente assai importante: oltre alla vicinanza alle industrie siderurgiche e alle fabbriche d'armi (ad esempio a Gardone Val Trompia, ove avevano sede la Beretta e altri impianti minori), vantava la prossimità a Milano e alla frontiera tedesca; oltre ad essere riparato dall'arco alpino, risultava equidistante dalla Francia e dall'Adriatico. Inoltre all'epoca l'attuale autostrada A4 era stata realizzata solo fra Torino e Brescia; pertanto uno dei collegamenti stradali più veloci fra Milano e il Brennero era costituito dalla Strada statale 237 del Caffaro, che passava a pochi chilometri da Salò e, snodandosi in valli montane piuttosto strette, era difficilmente attaccabile da velivoli militari. 
Salò era pertanto nel cuore dell'ultima parte dell'Italia ancora in grado di svolgere la produzione e dunque capace di creare merci da esportare, ancorché sottoprezzo e soltanto alla Germania.

### La caduta
La caduta della Repubblica Sociale Italiana avvenne in tre momenti:
- il 25 aprile 1945, con lo scioglimento dal giuramento per militari e civili, quale ultimo atto di governo di Mussolini;
- il 28 aprile 1945, con la fucilazione di Mussolini e di gran parte del governo della RSI a Dongo;
- il 29 aprile 1945, con la resa di Caserta, entrata in vigore il 2 maggio: una resa incondizionata, congiunta a quella dei Comandi tedeschi operanti sul territorio italiano, che impose alle Forze Armate repubblicane la consegna delle armi, oltre il passaggio in prigionia a discrezione dei vincitori della campagna d'Italia (anche se alcuni reparti in Venezia Giulia e Piemonte si arrenderanno solo ai primi di maggio del 1945).

Nel 1944 gli angloamericani erano riusciti a superare le linee di resistenza lungo la penisola e alla conquista del Nord Italia si frapponeva soltanto la linea Gotica. Quello che restava dello Stato repubblicano istituito il 28 settembre 1943 a Rocca delle Caminate di Meldola, trafitto da bombardamenti, guerriglie, razionamenti, requisizioni e sabotaggi, era sempre più in difficoltà. Un ultimo tentativo di simbolica resistenza disperata fu progettato con il "Ridotto alpino repubblicano", ma l'inconsistenza delle forze che avrebbero dovuto sostenere tale resistenza fece naufragare il progetto.
La fine politica della RSI avvenne la sera del 25 aprile 1945 nella sede della Prefettura milanese. Determinanti furono la disfatta tedesca del 21 aprile a Bologna a seguito dell'offensiva di primavera degli alleati e la decisione di Mussolini di non difendere Milano, aggiunte al fallimento di accordi di resa tramite esponenti moderati del PSI o, in extremis, tramite l'arcivescovo di Milano, cardinal Alfredo Ildefonso Schuster.

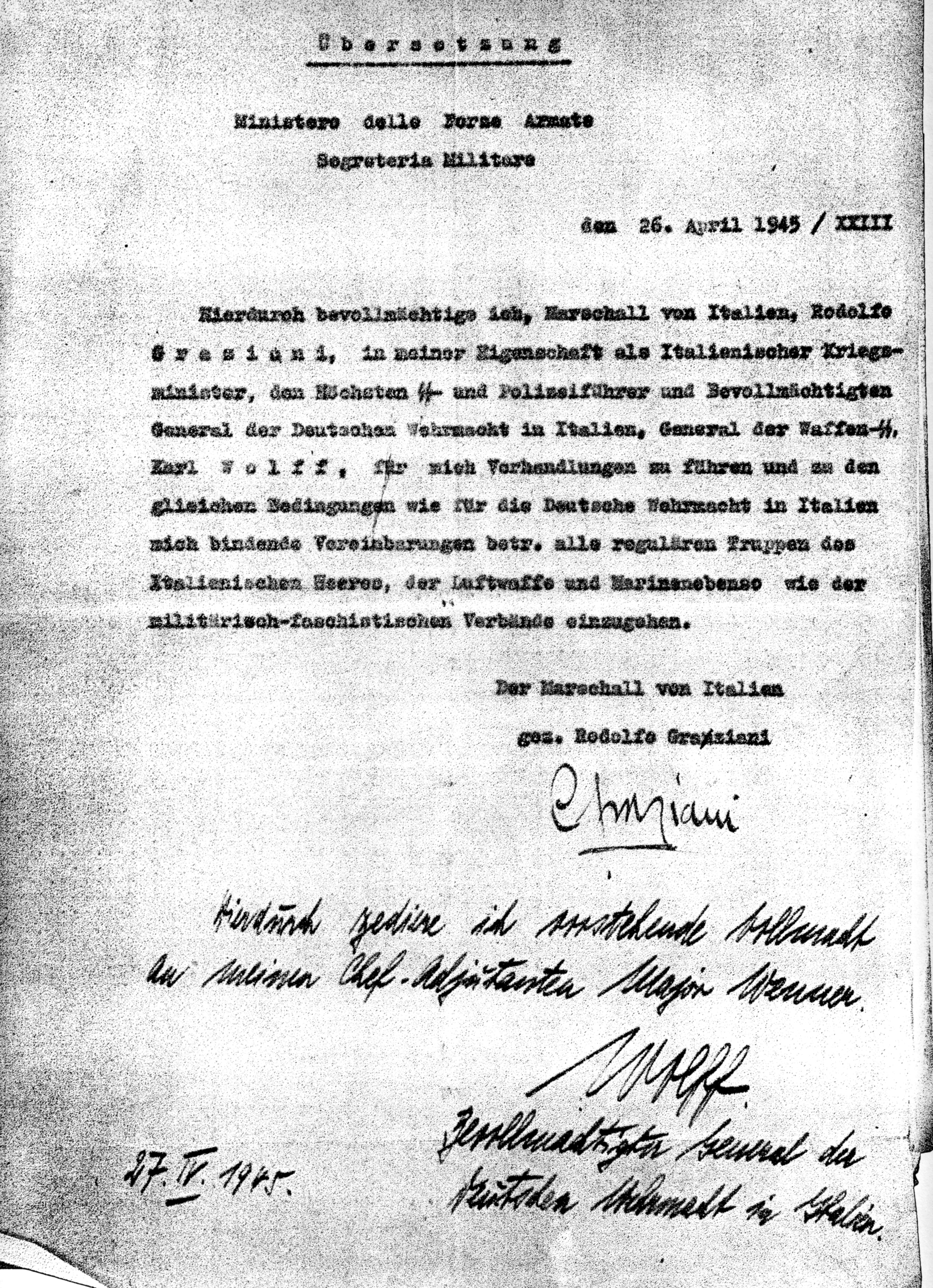
Traduzione in tedesco della delega di Graziani a Wolff per una resa delle Forze Armate della RSI identica a quella dei Comandi tedeschi in Italia

Dopo aver trasferito i poteri governativi al ministro della giustizia e aver disimpegnato tutti dalla fedeltà alla RSI, Mussolini partì per Como, disarmato e con intenti di fuga, probabilmente in Svizzera, dove aveva già tentato di far riparare sia la famiglia, sia l'amante Clara Petacci. I partigiani lo bloccarono su un camion tedesco, vestito da caporale dell'esercito germanico.
A conferma della sua volontà di fuga, le dichiarazioni contenute nel libro di Silvio Bertoldi I tedeschi in Italia, relative al tenente delle SS Fritz Birzer, che aveva ricevuto direttamente da Berlino a metà del mese di aprile 1945 l'ordine di non perdere di vista Mussolini. Birzer affermò che si sarebbe potuto fare di più e meglio, per evitare la cattura del Duce; in particolare perché nelle ultime ore di libertà sia i gerarchi fascisti, sia il piccolo drappello di Birzer vennero raggiunti dai circa 200 uomini del Battaglione Fallmeyer (dal nome del suo comandante), in ritirata organizzata e potentemente armati verso la Germania.
Mussolini pretese di raggiungere il confine italo-elvetico sganciandosi da Fritz Birzer, che lo raggiunse in modo rocambolesco e quasi grottesco, viste le funzioni di salvaguardia che avrebbe dovuto esercitare.
Una volta catturato, Mussolini venne giustiziato il 28 aprile a Giulino. L'indomani il suo corpo venne portato a Milano insieme ai fucilati sul Lungolago di Dongo e appeso a testa in giù alla pensilina di una stazione di servizio nei pressi del luogo nel quale il 10 agosto 1944 era stata consumata la strage di Piazzale Loreto, che aveva visto la fucilazione da parte dei nazifascisti di 15 partigiani ed antifascisti lasciati esposti con ludibrio e per intimidazione per tutto il giorno.
Alle ore 14:00 dello stesso 29 aprile 1945, le Forze Armate della RSI risultarono definitivamente sconfitte secondo le convenzioni de L'Aia e di Ginevra perché, dopo un impegno firmato da Graziani per una resa militare alle stesse condizioni imposte ai tedeschi, in modo esplicito erano state incluse in un documento a validità internazionale, passato alla storia come resa di Caserta. Detto documento era attinente alla capitolazione del Comando tedesco del Sud Ovest e di quello delle SS und Polizei in Italia (per le retrovie) e fissava dopo tre giorni, alle ore 14:00 del 2 maggio, la cessazione delle ostilità sull'intero territorio di competenza.
Con la fine della Repubblica Sociale, iniziarono le trattative per il trattato di pace che sarà firmato a Parigi il 10 febbraio 1947, che vedrà la definitiva perdita dell'Istria oltre al pagamento di ingenti risarcimenti ai paesi vincitori. Tuttavia, a causa della pace separata dell'8 settembre 1943, l'Italia poté evitare di subire la spartizione in zone di occupazione (come la Germania) nonché la consegna dei propri poteri esecutivi all'esercito americano (come il Giappone).
Alla fine della guerra ebbe luogo un regolamento dei conti con i fascisti, alcuni dei quali, oltre ad avere a vario titolo partecipato alla oppressione del ventennio del regime e/o alle violenze squadriste nel periodo dell'ascesa del fascismo, si erano macchiati nel corso della guerra anti-partigiana delle più gravi efferatezze, in concorso con le truppe tedesche (come per esempio negli eccidi di Marzabotto e Sant'Anna di Stazzema, dove furono i repubblichini a guidare le truppe della Wehrmacht e delle SS al massacro delle popolazioni inermi). Come spesso accade in questi casi, è possibile che anche degli innocenti siano stati coinvolti. I registri ufficiali riportano un numero totale di 9.237 esecuzioni ove non vengono tuttavia conteggiate le "sparizioni", gli assassinii ufficialmente rimasti irrisolti, le violenze diffuse su ampie porzioni del territorio, dal cosiddetto Triangolo della morte alle zone vicine al confine con la Jugoslavia, violenze in quest'ultimo caso che confluiranno nei massacri delle foibe.
Per porre fine a questo clima di violenza, il ministro di grazia e giustizia del governo provvisorio del CLN, Palmiro Togliatti, decise un'amnistia per i reati comuni e politici, compresi quelli di collaborazionismo con il nemico e reati annessi, come anche il concorso in omicidio.

## Geografia

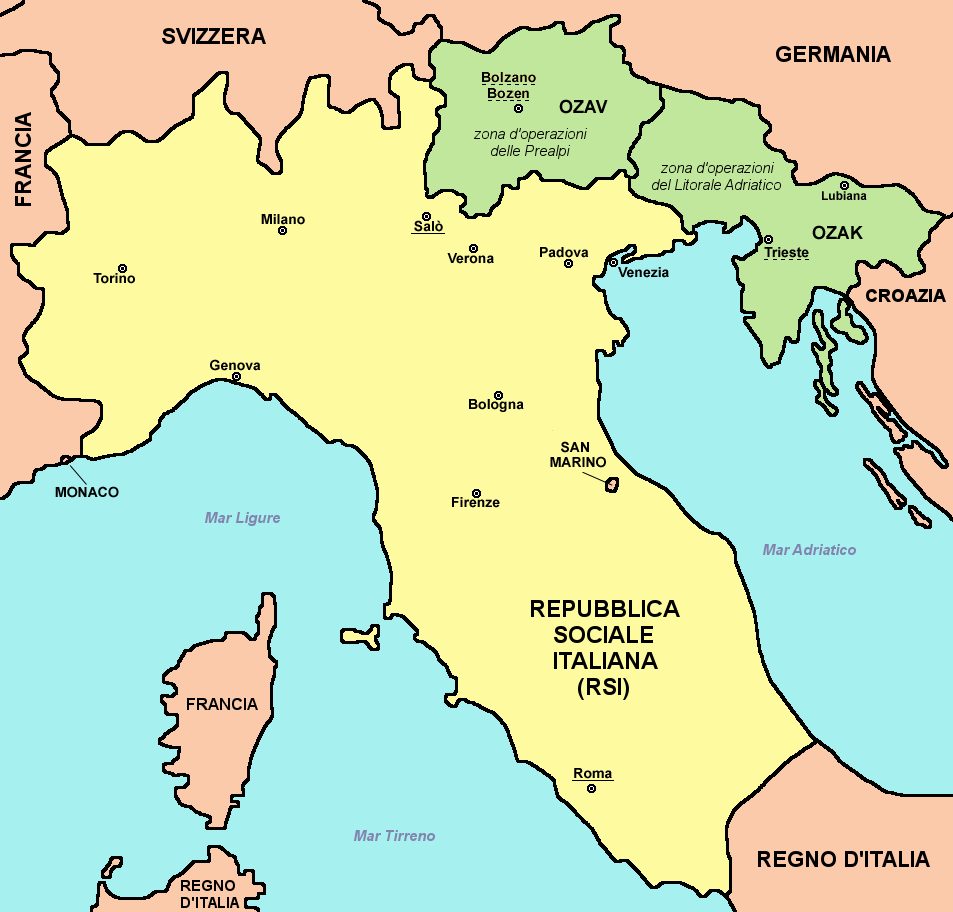
Repubblica Sociale Italiana - Le aree segnate in verde facevano ufficialmente parte della R.S.I. ma erano considerate dalla Germania zone di operazione militare e sottoposte a diretto controllo tedesco.

Pur rivendicando tutto il territorio del Regno d'Italia, la RSI si estese solo sulle province non soggette all'avanzata alleata e all'occupazione tedesca diretta. Inizialmente la sua attività amministrativa si estendeva fino alle province del Lazio e dell’Abruzzo, ritirandosi progressivamente sempre più a nord, in concomitanza all'avanzata degli angloamericani.
A nord, inoltre, i tedeschi istituirono due "Zone di operazioni" comprendenti dei territori che erano state parti dell'Impero austro-ungarico: le province di Trento, Bolzano e Belluno (Zona d'operazioni delle Prealpi) e le provincie di Udine, Gorizia, Trieste, Pola, Fiume e Lubiana (Zona d'operazioni del Litorale adriatico), sottoposte rispettivamente ai Gauleiter tedeschi del Tirolo e della Carinzia, de facto anche se non legalmente governate dal Terzo Reich, tranne la Carniola che fu sottoposta ad un regime speciale. L'exclave di Campione d'Italia fu inclusa nella Repubblica solo per pochi mesi, prima di essere liberata grazie ad una rivolta popolare appoggiata dai carabinieri.

## Ordinamento istituzionale

### Il Governo della RSI
- Salò
  - Ministero degli esteri[36]
  - Ministero della cultura popolare (MINCULPOP)
  - Sede della Legione Autonoma Mobile Ettore Muti e della Xª Flottiglia MAS
  - Postazioni telefoniche per i corrispondenti giornalistici e radio
  - Agenzia Stampa "Stefani"
  - Sede del Comando della Guardia Nazionale Repubblicana
  - Comando della Polizia Repubblicana
  - Brigate nere
  - Casa del Fascio
- Gargnano
  - Consiglio dei ministri
  - Villa Feltrinelli - Residenza di Benito Mussolini
  - Sede della guardia personale del Duce e del Comando tedesco
- Toscolano Maderno
  - Ministero dell'Interno (Palazzo Fiorini Comboni)
  - Comando della Brigate Nere
  - Ambasciata tedesca
  - Accampamento militare con pista d'atterraggio
- Gardone Riviera
  - Ambasciata giapponese
  - Uffici tedeschi e sede giornalistica nazista.
- San Felice del Benaco
  - Sede dei Fasci all'estero
- Polpenazze del Garda
  - Ministero della Difesa nazionale (presso Tenuta Le Posteghe)
- Cremona
  - Uffici del ministero della Difesa nazionale
  - Ministero della Giustizia
- Milano
  - Quartier generale del Duce
- Brescia
  - Ministero delle Finanze
  - Ministero della Giustizia
- Bergamo
  - Ministero dell'Economia corporativa[37]
- Verona
  - Ministero delle Comunicazioni
- Padova
  - Ministero dell'Educazione nazionale
  - Ministero dell'Economia corporativa (poi trasferito)
- Venezia
  - Ministero dei Lavori Pubblici
  - Camera dei fasci e delle corporazioni
  - EIAR
- Treviso
  - Ministero dell'Agricoltura (poi trasferito)
- Ponte di Brenta
  - Ministero dell'Economia corporativa (poi trasferito)
- San Pellegrino Terme
  - Ministero dell'Agricoltura
- Iseo
  - Aeronautica Nazionale Repubblicana
- Vicenza
  - Marina Repubblicana
- Aprica
  - Comitato Centrale della Croce Rossa Italiana della R.S.I.
- Asolo e Monza
  - Uffici della Guerra
- Crocetta del Montello
  - Corte dei conti

La Repubblica Sociale Italiana ebbe un governo de facto, ovvero un esecutivo che operava in mancanza di una Costituzione, la quale pur essendo stata redatta non venne mai discussa e approvata.
Tale organo, pur sembrando possedere tutte le prerogative essenziali per essere considerato sovrano (potere legislativo, autorità sul territorio, esclusività della moneta e disponibilità di forze armate) le esercitò de facto, ma non de iure. Benito Mussolini fu – sia pure mai proclamato – Capo della Repubblica (così il Manifesto di Verona definiva la figura del capo dello Stato, mentre nel citato progetto di Costituzione si parla di "Duce della Repubblica"), capo del Governo e ministro degli Esteri. Il Partito Fascista Repubblicano (PFR) fu retto da Alessandro Pavolini. Erede di ciò che rimaneva al nord della MVSN, dell'Arma dei Carabinieri e della Polizia dell'Africa Italiana, fu creata la Guardia Nazionale Repubblicana (GNR) con compiti di polizia giudiziaria e di polizia militare, posta sotto il comando di Renato Ricci.
Il 13 ottobre 1943 fu annunciata l'imminente convocazione di un'Assemblea Costituente, che avrebbe dovuto redigere una Carta costituzionale nella quale la sovranità sarebbe stata attribuita al popolo. Dopo la prima assemblea nazionale del PFR, svoltasi a Verona il 14 novembre 1943, questo annuncio fu annullato da Mussolini, avendo deciso di convocare detta Assemblea Costituente a guerra conclusa. Il 20 dicembre 1943 il Consiglio dei Ministri della Repubblica Sociale Italiana decise di soprastampare i francobolli con effigie di Vittorio Emanuele III affinché venissero usati nei propri territori. Solo alla fine del 1944 verrà emessa una serie con vignette appositamente illustrate.
Le norme ufficiali della Repubblica Sociale Italiana venivano pubblicate sulla Gazzetta Ufficiale d'Italia.
Mussolini riprese la tradizione di ricevere in udienza chiunque.

### Ideologia
Fondamenti ideologico-giuridico-economici della Repubblica Sociale Italiana furono il fascismo, il socialismo nazionale, il repubblicanesimo, la socializzazione dell'economia, la cogestione, il corporativismo e l'antisemitismo.

### Partiti politici
- Partito Fascista Repubblicano (PFR), nato nell'autunno 1943 e guidato da Benito Mussolini stesso, di orientamento fascista;
- Raggruppamento Nazionale Repubblicano Socialista (RNRS, poi Partito Repubblicano Socialista Italiano, o PRSI), nato nel febbraio 1945 a seguito del discorso della riscossa e guidato da Edmondo Cione, di orientamento socialista nazionale e promotore della socializzazione economica.

### Ordine pubblico e politiche razziali

#### Forze dell'ordine e repressione
La principale forza dell'ordine era la Guardia Nazionale Repubblicana (GNR) e le Brigate nere, affiancate da altri reparti anche tedeschi. Molto tristemente famosa fu la banda Carità (ufficialmente Reparto Servizi Speciali), che si distinse per la sua efferata repressione, l'uso costante della tortura e per i tentativi di corrompere persino i fiancheggiatori e i partigiani stessi, infiltrando le bande partigiane.

#### La persecuzione degli ebrei
La persecuzione fascista degli ebrei, formalizzata con le leggi razziali del 1938, si aggravò ulteriormente dopo la costituzione della Repubblica Sociale Italiana. Il manifesto di Verona stabilì infatti all'articolo 7 che: «Gli appartenenti alla razza ebraica sono stranieri. Durante questa guerra appartengono a nazionalità nemica».
(Renzo De Felice, Storia degli ebrei italiani sotto il fascismo, pp. 446-447)
La creazione della Repubblica Sociale Italiana sotto diretta tutela della Germania fu l'inizio della caccia all'ebreo anche in territorio italiano, cui contribuirono attivamente reparti e bande armate della RSI. Talvolta il movente era costituito da ricompense in denaro « […] essendo a conoscenza che i tedeschi pagavano una certa somma per ogni ebreo consegnato nelle loro mani, vi furono elementi delle Brigate Nere, delle SS italiane, delle varie polizie che infestavano il nord, pronti a dedicarsi a questa caccia con tutto lo slancio possibile...». Secondo Liliana Picciotto Fargion, risulta che del totale degli ebrei italiani deportati, il 35,49% venne catturato da funzionari o militari italiani della Repubblica Sociale Italiana, il 4,44% da tedeschi e italiani insieme e il 35,49% solo da tedeschi (il dato è ignoto per il 32,99% degli arrestati).
I principali rastrellamenti effettuati nella RSI furono:
- il rastrellamento e la deportazione degli ebrei romani (effettuata dai tedeschi sotto il comando di Herbert Kappler) del 16 ottobre 1943, che comunque vide l'attiva collaborazione delle autorità della Repubblica Sociale Italiana e in particolare del commissario Gennaro Cappa, responsabile del Servizio Razza della questura di Roma.
- il rastrellamento di Venezia effettuato tra il 5 e il 6 dicembre 1943:[48] 150 ebrei furono arrestati in una sola notte.[49] Questo rastrellamento invece fu completamente organizzato ed eseguito da italiani della RSI.

Il 30 novembre 1943 fu emanato da Buffarini Guidi l'Ordine di polizia nº 5 secondo il quale gli ebrei dovevano essere inviati in appositi campi di concentramento. Il 4 gennaio 1944 gli ebrei vennero privati del diritto al possesso. Subito dopo iniziarono ad essere emessi i primi decreti di confisca che già il 12 marzo successivo ammontavano a 6.768 (fra terreni, fabbricati e aziende); agli ebrei venivano sequestrati anche arti ortopedici, medicine, spazzole da scarpe e calzini usati. Nel frattempo iniziarono le deportazioni, effettuate dai nazisti con l'aiuto e la complicità della RSI come si è già avuto modo di segnalare. Guido Buffarini Guidi concesse ai tedeschi l'uso del campo di Fossoli, attivo fin dal 1942 e preferì ignorare l'apertura del campo di concentramento della Risiera di San Sabba che, sebbene situato nella Zona d'operazioni del Litorale adriatico, faceva ancora parte de iure della Repubblica Sociale Italiana.
Con la nomina di Giovanni Preziosi, nel marzo del 1944, a massimo responsabile della Direzione per la demografia e la razza, si assistette a un ulteriore inasprimento della persecuzione anti-ebraica. Vennero emanate nuove disposizioni ancora più vessatorie, sostenute da Alessandro Pavolini e sottoscritte da Mussolini. Preziosi tentò anche, nel maggio 1944, di strappare al Duce il consenso su un progetto di legge che prevedeva non dovessero essere considerati di sangue italiano tutti coloro che non potessero dimostrare la purezza del proprio lignaggio "ariano" fin dal 1800. Il ridicolo insito in tale proposta spinse Buffarini Guidi ad intervenire presso Mussolini che inizialmente non firmò. « […] Tuttavia, come al solito, Mussolini sceglierà una situazione di compromesso: la legge viene modificata ma passa».
Gli ebrei fatti prigionieri dal regime erano prima internati nei campi provinciali di raccolta, e quindi concentrati nel campo di Fossoli, a partire dal quale la polizia tedesca organizzava i convogli diretti ai campi di sterminio. Michele Sarfatti, storico di origini ebraiche, ha rilevato che «è vero che i convogli vengono organizzati dalla polizia tedesca, ma questa lo può fare perché quella italiana trasferisce gli ebrei a Fossoli. E siamo in assenza di un qualsiasi ordine che blocchi il trasferimento dai campi provinciali a quello di Fossoli. Da qui nasce la convinzione che esisteva un accordo esplicito o tacito tra la Repubblica Sociale e il terzo Reich», e che «Governo, grandi industrie, Santa Sede sapevano dall'estate del '42 cosa accadeva. Potevano non sapere di Auschwitz, ma dei massacri di massa sì».
Le cifre degli italiani di religione ebraica deportati fino alla caduta della RSI, se rapportate alla consistenza complessiva della comunità israelita presente in Italia (costituita da 47.825 unità nel 1931, di cui 8.713 ebrei stranieri), sono elevate e rappresentano la quarta o la quinta parte del totale. Secondo fonti affidabili, i deportati furono 8.451, di cui solo 980 fecero ritorno; agli scomparsi nei campi di concentramento e di sterminio vanno aggiunti tuttavia 292 ebrei uccisi in Italia. In totale vennero assassinati dai nazifascisti 7.763 ebrei italiani.

### Relazioni internazionali
La Repubblica Sociale Italiana venne riconosciuta da otto Stati dell'Asse e dai loro alleati; ovviamente venne subito riconosciuta dalla Germania nazista e dall'Impero giapponese poi dal Regno di Romania, dal Regno di Bulgaria, dallo Stato Indipendente di Croazia di Ante Pavelić, dalla Repubblica Slovacca di Jozef Tiso e solo dietro pressioni tedesche anche dal Regno d'Ungheria il 27 settembre 1943 anche se il riconoscimento ufficiale venne retrodatato. Il Manciukuò riconobbe la Repubblica Sociale Italiana solo il 1º giugno 1944 e inoltre ci furono anche rapporti non ufficiali con la Svizzera tramite il console svizzero a Milano e l'agente commerciale della RSI a Berna.
In totale, la RSI fu riconosciuta da Germania, Giappone, Bulgaria, Croazia, Romania, Slovacchia, Ungheria, Repubblica di Nanchino, Manciukuò e Thailandia, vale a dire da paesi alleati alle potenze dell'Asse o con truppe dell'Asse presenti al loro interno. Finlandia e Francia di Vichy, pur navigando nell'orbita nazista, non la riconobbero. Relazioni ufficiose furono mantenute con Argentina, Portogallo, Spagna e, tramite agenti commerciali, anche con la Svizzera. La Città del Vaticano non riconobbe la RSI.

### La RSI come Stato fantoccio
Il problema della natura della Repubblica Sociale italiana come fantoccio nelle mani dell'occupante tedesco fu posto dallo stesso Benito Mussolini - utilizzando proprio tale termine - già nell'ottobre del 1943, in un promemoria stilato esattamente un mese dopo l'annuncio dell'armistizio:
(Promemoria di Benito Mussolini sui rapporti italo-tedeschi all'8 ottobre 1943.)
Tale promemoria includeva un appello personale ad Adolf Hitler nel quale Mussolini affermava che «Sta al Führer di decidere, in questa occasione, se gli italiani potranno volontariamente portare il loro contributo alla formazione della nuova Europa o dovranno per sempre essere un popolo nemico». Trascorso circa un mese, e rimasto l'appello senza alcuna risposta, secondo Giovanni Dolfin, segretario del Duce, Mussolini così si espresse relativamente ai tedeschi: «È perfettamente inutile che questa gente si ostini a chiamarci alleati! È preferibile che gettino, una buona volta, la maschera e ci dicano che siamo un popolo e un territorio occupati come tutti gli altri!».
La lettura pessimista di Mussolini fu più tardi confermata non solo dalle frequenti "rappresaglie" (in realtà crimini di guerra) operate dai tedeschi contro la popolazione civile italiana e i suoi beni, incluse uccisioni di massa – comprese donne e bambini – ed incendi di intere località, senza contare il sistematico saccheggio del Paese (dal furto delle riserve auree della Banca d'Italia, al trasporto in Germania delle materie prime e dei macchinari industriali necessari allo sforzo bellico, o alla loro distruzione quando non fossero trasportabili, assieme a quella delle infrastrutture, quando si temeva un'avanzata del fronte alleato), ma dalle stesse analisi di autorità italiane e tedesche.
Il Maresciallo Rodolfo Graziani, massima autorità militare della Repubblica Sociale italiana, scrisse nell'estate del 1944 a Mussolini:
Tale orientamento era d'altra parte confermato nella sostanza da massimi esponenti nazisti, come Ernst Kaltenbrunner, che a Martin Bormann, nell'agosto 1944, spiegava:
Ancora, nel dicembre 1944 Mussolini scriveva all'ambasciatore-plenipotenziario politico tedesco presso la RSI, Rudolf Rahn per denunciare brutali rastrellamenti condotti dai tedeschi con uccisioni sommarie anche di donne ed incendi di centri abitati:
Nella seconda metà del gennaio 1945, solo tre mesi prima della fine della Repubblica Sociale Italiana, il consiglio dei ministri approvò un documento nel quale si richiama l'attenzione sulle prevaricazioni tedesche che umiliavano il governo repubblicano:
Secondo Mimmo Franzinelli, veniva resa evidente l'abdicazione di prerogative elementari per uno Stato sovrano cui la RSI era costretta dall'occupante germanico, mostrando "l'insignificanza del governo repubblicano". Pertanto, la Repubblica Sociale Italiana è considerata dalla maggioranza degli storici e dei giuristi come uno Stato fantoccio asservito alla Germania nazista, che ne aveva voluto la creazione e ne occupava militarmente l'intero territorio, sostituendosi completamente alle autorità fasciste nel governo delle province di Bolzano, Trento e Belluno, riunite nella Zona d'operazioni delle Prealpi (Operationszone Alpenvorland – OZAV), ed in quelle di Udine, Gorizia, Trieste, Pola, Fiume e Lubiana, che formavano invece la Zona d'operazioni del Litorale adriatico (Operationszone Adriatisches Küstenland – OZAK).
Inoltre furono di fatto sottratte all'amministrazione delle autorità fasciste repubblicane (o questa venne comunque ridotta in effetti ed efficacia) tutte le regioni dichiarate unilateralmente dalle autorità militari tedesche "zona d'operazione", ossia le zone a ridosso del fronte e le sue retrovie, per profondità anche di decine di chilometri. In tali zone vigeva direttamente la legge marziale imposta dai militari tedeschi e, con lo spostarsi verso nord del fronte dal settembre 1943 alla primavera del 1945, questa situazione interessò praticamente tutta l'Italia centrale, sino alla parte meridionale della Romagna. In ogni caso, tutta l'amministrazione della RSI era interamente sottoposta al controllo tedesco: secondo Lutz Klinkhammer «una fitta rete di uffici tedeschi controllarono l'amministrazione fascista della repubblica di Salò sia a livello nazionale sia a livello provinciale».
Lo stesso Benito Mussolini, per tutta la durata della sua presenza nella RSI, e sino alla sua cattura da parte dei partigiani sul lago di Como, fu sempre sorvegliato da una nutrita "scorta" di SS specialmente dedicata a "proteggere" la sua persona, che verificava ogni suo movimento e "filtrava" tutti i suoi visitatori. Per espressa volontà di Hitler, a Mussolini fu perfino imposto un medico personale tedesco che gli prescrisse una particolare dieta e che lo curava con terapie farmacologiche di sua scelta esclusiva. La natura della RSI ed il suo grado di dipendenza dall'«alleato invasore» tedesco, con conseguente dibattito sulle responsabilità fasciste nella conduzione della "guerra ai civili", sono tuttavia oggetto di diverse opinioni in sede storiografica.
Sin dall'annuncio della sua fondazione, avvenuto il 17 settembre 1943 da Radio Monaco, Mussolini tentò di presentare all'opinione pubblica la Repubblica Sociale Italiana come legittimo successore dello Stato italiano. In questo intento fu favorito dai tedeschi, che pur mirando a spogliare i fascisti di ogni autorità sull'Italia occupata, erano consapevoli di dover dare alla RSI una parvenza di autogoverno per ragioni di propaganda. La stessa scelta di Hitler di porre Mussolini a capo del nuovo Stato rientrava a pieno in questa strategia. I tedeschi intendevano inoltre far apparire la RSI come uno Stato sovrano anche per dimostrare che l'Asse era sopravvissuto all'armistizio del Regno d'Italia, e a tale scopo si adoperarono, con parziale successo, per ottenere il riconoscimento diplomatico della repubblica fascista presso gli altri Stati.
Soddisfare tali esigenze propagandistiche comportava il riconoscimento alla RSI dello status di alleato, prospettiva che preoccupava Joseph Goebbels, che nel suo diario, cinque giorni prima dell'annuncio di Radio Monaco, aveva scritto:
Secondo Renzo De Felice, la presenza di Mussolini alla guida della RSI riuscì effettivamente a garantirle alcuni margini di autonomia dai tedeschi, tali da rendere "fuorviante" la sua definizione come Stato fantoccio.
Analisi revisioniste analoghe, per certi versi, a quelle espresse anche da De Felice sono criticate, tra l'altro, da Mimmo Franzinelli il quale sostiene: «L'impotenza delle autorità di Salò dinanzi alle reiterate violenze commesse dall'alleato germanico contro le popolazioni solleva interrogativi di fondo sulla reale capacità di interposizione del governo mussoliniano, in funzione di moderazione della violenza […]. "Repubblica necessaria" per alleviare la sofferenza dei civili? Da un esame fattuale, la Repubblica sociale italiana appare – sulle grandi questioni di fondo – non già necessaria, ma piuttosto insignificante o addirittura legittimante rispetto alla presenza militare germanica in Italia».
La moderna storiografia tedesca ha sottoposto a vaglio critico tale qualifica. Secondo Lutz Klinkhammer, i fascisti non erano «né pochi né impotenti», «neppure il loro Stato fu soltanto un fantoccio» e le loro responsabilità sarebbero aggravate proprio dal non essere «né dei fantasmi, né dei burattini o dei meri servi dei tedeschi». Lo storico tedesco ritiene inoltre che la storiografia italiana sia «influenzata da una visione un po' contraddittoria del fascismo di Salò. Infatti, da un lato il fascismo degli anni 1943-45 venne demonizzato a causa del suo potenziale di repressione, dall'altro nell'uso linguistico venne addirittura minimizzato. Tale minimizzazione si esprime in termini quali "i repubblichini", "Stato fantoccio", "Stato farsa" generalmente usate nella storiografia di sinistra nei confronti dei fascisti di Salò».

#### Lo Stato occulto

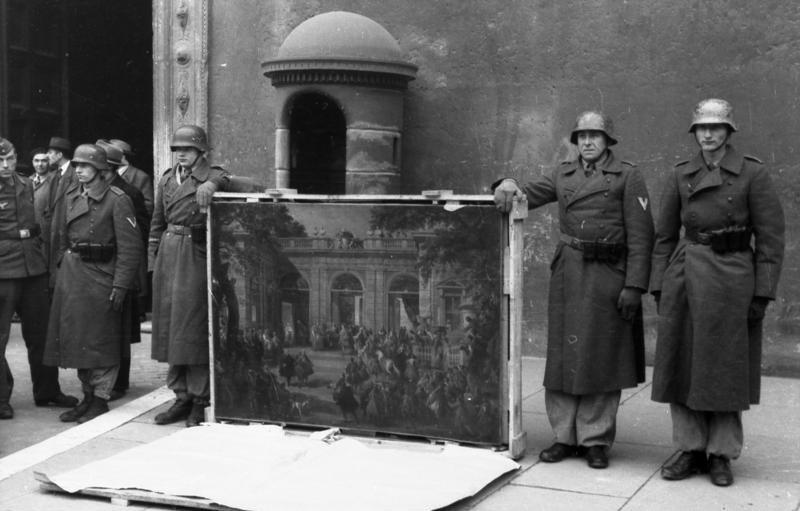
Soldati tedeschi della "divisione Hermann Göring" in posa di fronte a Palazzo Venezia a Roma con un quadro prelevato nella Biblioteca del Museo Nazionale di Napoli prima dell'ingresso delle truppe alleate nella città, durante la cerimonia di restituzione delle opere alla RSI (4 gennaio 1944)

La RSI fu in realtà un protettorato tedesco, sfruttato dai nazisti per legalizzare alcune loro annessioni e per ottenere manodopera a basso costo.

Milano Piazza del Duomo, propaganda bellica della RSI dopo l'armistizio: "La guerra continua contro la Gran Bretagna e continuerà sino alla vittoria"

Voluto dal Terzo Reich come apparato per amministrare i territori occupati del Nord e Centro Italia, lo Stato della RSI era infatti una struttura burocratica non dotata di potere autonomo effettivo, che in realtà era detenuto dai tedeschi. Con il funzionamento di uno Stato fantoccio i tedeschi potevano così riscuotere le spese di occupazione, stabilite nell'ottobre 1943 a 7 miliardi di lire, passate successivamente a 10 miliardi (17 dicembre 1943) e infine a 17 miliardi.
L'intero apparato della Repubblica di Salò era infatti controllato dai militari tedeschi, memori del "tradimento" che gli italiani avevano consumato con l'armistizio dell'8 settembre. Il controllo non veniva esercitato solo sulla direzione della guerra e degli affari militari, ma spesso anche sull'Amministrazione della Repubblica. Le stesse autorità militari potevano avere infatti anche funzioni civili. In tal modo « […] una vasta rete di autorità avente competenze militari ma anche civili fu stesa dai tedeschi nell'Italia da essi controllata...».
Alla Repubblica Sociale non fu consentito di riportare in patria i militari internati dai tedeschi in seguito all'8 settembre, ma solo di reclutare volontari fra di essi per la costituzione di divisioni dell'Esercito da addestrarsi in Germania. In Italia il volontariato fascista e la militarizzazione di organizzazioni esistenti dotarono la RSI di forze armate numericamente consistenti (complessivamente fra i 500 e gli 800.000 uomini e donne sotto le armi), ma queste furono impiegate, a volte anche contro il loro desiderio, soprattutto in operazioni di repressione, sterminio e rappresaglia contro i partigiani e le popolazioni accusate di offrire loro sostegno.

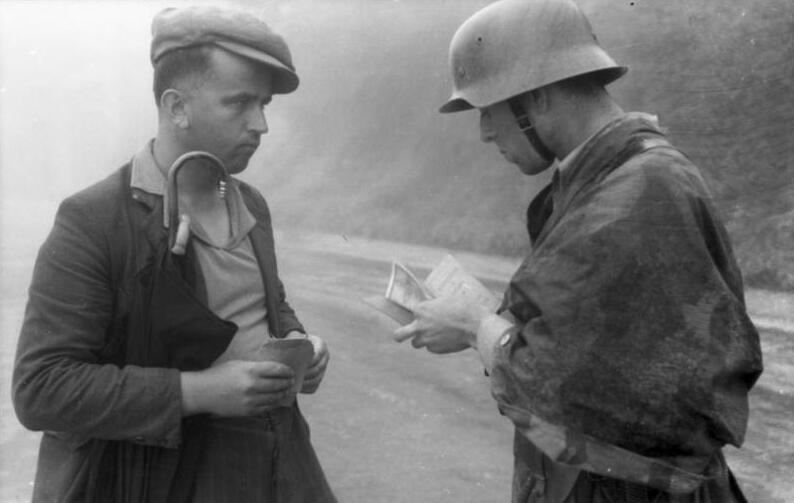
1944, un soldato tedesco controlla i documenti di un civile italiano vicino a Milano

Unità della Xª Mas parteciparono comunque ai combattimenti contro gli Alleati a Anzio e Nettuno, in Toscana, sul fronte carsico e sul Senio; le divisioni addestrate in Germania si batterono sul fronte della Garfagnana (Monterosa e Italia) e su quello francese (Littorio e Monterosa). Reparti singoli furono incorporati in grandi unità tedesche, mentre nelle retrovie battaglioni del genio italiani furono utilizzati dai comandi germanici per la costruzione di opere difensive, per le opere di riattamento delle vie di comunicazione danneggiate dall'offensiva aerea nemica e dai sabotaggi e come salmerie da combattimento. Contributi marginali alle operazioni militari contro gli Alleati furono compiuti dal naviglio sottile della Marina Nazionale Repubblicana e dai reparti di volo dell'Aeronautica Nazionale Repubblicana; più intenso fu l'impiego dei reparti contraerei, inquadrati nella FlaK tedesca, e paracadutisti, sul fronte francese e laziale. Il grosso delle forze armate repubblicane fu impiegato soprattutto come presidio territoriale e guardia costiera.
L'integrità territoriale della RSI non fu rispettata dai tedeschi. Il 10 settembre del 1943, con un ordine segreto firmato a poche ore di distanza dalla liberazione di Mussolini, Hitler concesse ai Gauleiter del Tirolo e della Carinzia di annettere ai rispettivi Reichsgau molte province del Triveneto. Con la liberazione di Mussolini e la proclamazione della RSI, Hitler non tornò sulla propria decisione, ma la legittimò con la costituzione delle due zone di Operazioni delle Prealpi (province di Trento, Bolzano e Belluno) e del Litorale Adriatico (province di Udine, Gorizia, Trieste, Pola, Fiume, Lubiana), ufficialmente con motivi militari, ma in pratica amministrate da funzionari civili tedeschi che ricevevano direttamente dal Führer "le indicazioni fondamentali per la loro attività". Una decisione che serviva alla Germania per lasciare aperta la questione delle frontiere con l'Italia, da ridisegnarsi a guerra eventualmente vinta
Nei giorni successivi all'8 settembre 1943 la Croazia di Pavelić invase la Dalmazia, ma Hitler non le concesse anche il possesso di Fiume e Zara, sottoposte a comando militare tedesco (la prima nell'ambito dell'OZAK). Similmente, le Bocche di Cattaro furono sottoposte a comando militare tedesco, mentre l'Albania – unita dinasticamente dal 1939 all'Italia tramite la corona di Casa Savoia – fu dichiarata "indipendente". Il Dodecaneso rimase sotto nominale sovranità italiana, sebbene sottoposto a comando militare tedesco. Per la Provincia Autonoma di Lubiana (Provinz Laibach) il gauleiter Rainer impedì addirittura l'insediamento – ancorché solo formale – del capo-provincia (equivalente al prefetto) italiano nominato da Mussolini.
Durante l'occupazione nazista numerose opere d'arte, quali dipinti e sculture, vennero trafugate dalle loro sedi italiane e trasferite in Germania: a tale scopo Hermann Göring istituì un apposito corpo militare nazista chiamato Kunstschutz (protezione artistica).

## Ordinamento giudiziario
La legislazione giudiziaria riprendeva quella previgente nel Regno d'Italia, anche perché le principali disposizioni in materia erano state riformate già durante il ventennio (il nuovo Codice Penale e di procedura penale entrarono in vigore nel 1930-'31). Si continuò a utilizzare il processo istruttorio.
Fu anche istituito un nuovo Tribunale speciale per la difesa dello Stato, che si renderà responsabile di alcuni processi di vendetta.

### Processi di vendetta
Una volta instaurata la RSI, le autorità fasciste vollero perseguire coloro che erano stati i "traditori" della seduta del Gran Consiglio del 25 luglio 1943 e di alti ufficiali militari che si erano opposti di eseguire particolari ordini.
Vennero così istruiti sia un processo per coloro che avevano votato per le dimissioni di Mussolini (noto come Processo di Verona, durato dall'8 al 10 gennaio 1944) e un processo nei confronti di 4 ammiragli che avevano opposto resistenza ai tedeschi e per essersi schierati con gli alleati (il cosiddetto Processo degli ammiragli, durato un solo giorno il 22 maggio 1944).
Si trattò in entrambi i casi sostanzialmente di processi farsa e svolti violando ampiamente le regole del diritto, sebbene non mancarono delle peculiarità che li resero dal giudizio finale un po' meno prevedibili. Giudice istruttore di entrambi i processi fu Vincenzo Cersosimo.

## Economia

### Finanze e moneta

Il Palazzo della Banca d'Italia a Milano

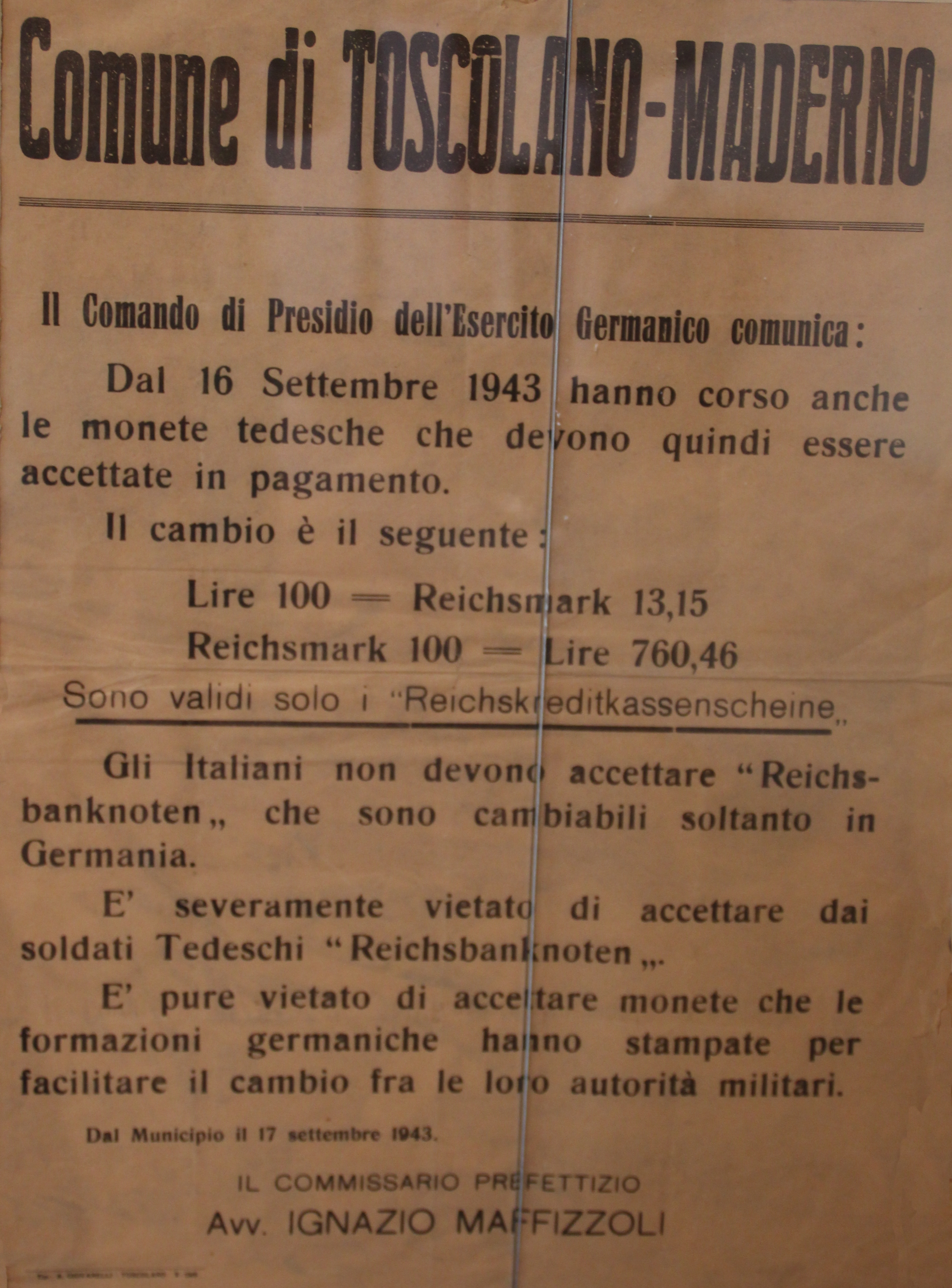
Avviso dell'entrata in corso dei marchi tedeschi "di occupazione", del Comune di Toscolano Maderno

Francobollo da 25 centesimi di lira della Repubblica Sociale Italiana, raffigurante i Fratelli Bandiera

Ministro delle finanze del nuovo governo fascista fu nominato il professor Giampietro Domenico Pellegrini, insegnante di diritto costituzionale presso l'Ateneo di Napoli. Suo compito principale, per l'intera durata del suo incarico, sarebbe stato quello di difendere le casse del nuovo Stato dalle pretese tedesche e trovare una soluzione per la situazione che il comportamento delle truppe naziste d'occupazione aveva creato.
Armi alla mano, le SS di Herbert Kappler avevano rapinato a Roma le riserve della Banca d'Italia il 16 ottobre 1943, facendo un bottino di circa tre miliardi di lire (due miliardi in oro e un miliardo in valuta pregiata) e trasferendo il tutto a Milano. A questa somma si dovevano sommare molti altri milioni, prelevati dalle altre banche pubbliche e private. L'economia rischiava un disastro per motivi legati all'inflazione, a causa della moneta d'occupazione, una sorta di carta straccia denominata Reichskredit Kassenscheine, controparte della Am-lira. A queste manovre si aggiunsero le pretese tedesche di ottenere che la nuova repubblica "pagasse" la guerra che la Germania conduceva in sua vece da quando era stato firmato l'Armistizio.
Fin dai primi giorni dopo la sua costituzione, il governo della RSI si preoccupò di riprendere saldamente il controllo dell'economia, per salvaguardare il potere d'acquisto della moneta ed evitare fenomeni inflazionistici. Il ministro delle Finanze Giampietro Domenico Pellegrini, appena insediato, dovette occuparsi di un serio problema. I tedeschi, nei giorni immediatamente successivi all'8 settembre, avevano messo in circolazione dei marchi di occupazione. Ciò avrebbe potuto innescare dei processi inflattivi, per cui il problema andava rapidamente risolto: il 25 ottobre 1943 viene stipulato l'accordo monetario tra Germania e RSI, in forza del quale i marchi di occupazione non avevano più valore e pertanto vennero ritirati. Il 2 aprile 1944 il Comune di Milano, guidato dal podestà Piero Parini, per risanare le esauste casse comunali, lanciò una sottoscrizione per un prestito pubblico denominata "Città di Milano" ma, ancora oggi, ricordato in Milano come "prestito Parini". La somma stabilita di 1 miliardo di lire fu rapidamente coperta con il concorso popolare e il Comune di Milano incassò 1.056.000.000 lire.
Le spese complessive della Repubblica Sociale Italiana, come dichiarato dallo stesso Pellegrini nell'articolo L'Oro di Salò si possono suddividere come segue:
| Voce                                                          | Miliardi di lire |
| ------------------------------------------------------------- | ---------------- |
| Spese ordinarie e straordinarie della Repubblica              | 170,6            |
| Spese di guerra (contributi pagati al Terzo Reich)            | 189,0            |
| Totale spese                                                  | 359,6            |
| Entrate ordinarie                                             | 50,4             |
| Risultato economico netto                                     | − 309,2          |
| Operazioni straordinarie                                      |                  |
| Depositi e conti correnti presso enti e istituzioni pubbliche | 47,0             |
| Buoni del tesoro                                              | 74,3             |
| Anticipazioni della Banca d'Italia                            | 183,0            |
| Anticipazioni da altri istituti di credito                    | 25,2             |
| Totale entrate                                                | 380,5            |
| Risultato finanziario netto                                   | 20,9             |

Come si può vedere, a causa delle ingentissime spese di guerra (contributi pagati all'esercito germanico e spese per le riparazioni dei danni causati dai bombardamenti indiscriminati sulle città) il conto economico si chiuse con un passivo di circa 300 miliardi di lire. Soltanto il ricorso a operazioni straordinarie, in larga parte prestiti ottenuti sia da banche private sia dalla banca centrale (venne, in pratica, stampata moneta), evitarono il tracollo finanziario.

### La socializzazione delle imprese
(Enzo Pezzato in La Repubblica fascista, 22 aprile 1945)
(Rapporto di Anselmo Vaccari a Mussolini, 20 giugno 1944)
Nella RSI si sarebbe dovuta attuare, secondo le intenzioni di Benito Mussolini, la trasformazione della struttura organizzativa economica da un sistema di tipo capitalista, quello trovato nel 1922, ad uno di tipo organico, corporativo e partecipativo. Nel Manifesto di Verona (il cui testo fu elaborato da Angelo Tarchi, Alessandro Pavolini, Nicola Bombacci, Manlio Sargenti, sotto la supervisione di Benito Mussolini) erano presenti alcuni richiami alla socializzazione delle imprese, che prevedeva la partecipazione dei lavoratori alle decisioni ed agli utili d'azienda, la nazionalizzazione e la gestione statale delle aziende strategiche per la nazione (tra cui la Fiat), il diritto al lavoro ed il diritto alla proprietà della casa. Con tali misure Mussolini sperava di raccogliere consensi fra le masse.
La manovra per applicare la socializzazione ebbe il suo punto di partenza nel decreto di nomina dell'ingegner Angelo Tarchi a ministro dell'Economia Corporativa. Tarchi avrebbe voluto i suoi uffici a Milano, come li aveva il generale Hans Leyers (sovrintendente della produzione industriale italiana per conto del ministero degli armamenti del Terzo Reich), ma fu mandato a Bergamo. Per l'11 gennaio 1944 il programma sintetico della socializzazione era pronto. Seguirono altri documenti, il più importante dei quali fu un decreto (Decreto Legge sulla Socializzazione) approvato il 12 febbraio 1944, in quarantacinque articoli, che definì con maggiore precisione la desiderata nuova forma dell'economia della RSI, nella quale sarebbero stati fondamentali i seguenti istituti:
- possibilità, per le aziende che estraevano materie prime, producevano energia o che erano impegnate in altri settori importanti per l'indipendenza dello Stato, di essere acquisite alla proprietà di quest'ultimo;
- consigli di gestione che deliberassero sull'organizzazione della produzione e la ripartizione degli utili;
- consigli di amministrazione formati da rappresentanti degli azionisti e dei lavoratori;
- responsabilità personale dei dirigenti d'impresa di fronte allo Stato;
- nuove regole sulle nomine dei sindacalisti, dei commissari governativi e sui compiti di un nuovo ente pubblico, l'Istituto di gestione finanziamento.

Cosciente che tale decreto avrebbe potuto suscitare le apprensioni dei tedeschi il Duce si preoccupò di tranquillizzarli ancor prima che venisse approvato. Rivolgendosi a Rudolf Rahn disse che:
- non vi sarebbero state espropriazioni
- a capo dei consigli di amministrazione misti con la partecipazione degli azionisti e dei dipendenti vi sarebbero stati i direttori d'impresa che non potevano essere respinti
- i rappresentanti dei dipendenti dell'impresa sarebbero stati eletti su una lista appositamente predisposta da un commissario governativo « […] Si sarebbe così assicurato il controllo governativo dell'impresa attraverso un sistema di selezione ed elezione mentre i dipendenti avrebbero avuto la sensazione di essere direttamente rappresentati nella gestione dell'impresa...».[97]

Tre settimane più tardi iniziarono gli scioperi operai (1º marzo 1944) che paralizzarono la produzione bellica in Italia settentrionale facendo i lavoratori chiaramente intendere quali erano le forze politiche e i partiti (antifascisti) che li rappresentavano. Come scrisse alcuni mesi più tardi a Mussolini un noto dirigente sindacale fascista: «Le masse ripudiano di ricevere alcunché da noi […] Insomma la massa dice che tutto il male che abbiamo fatto al popolo italiano dal 1940 ad oggi supera il gran bene elargitole nei precedenti venti anni ed attende dal compagno Togliatti, che oggi pontifica a Roma in nome di Stalin, la creazione di un nuovo paese...». I principali responsabili dello sciopero furono deportati in Germania.
Sia gli imprenditori italiani che gli occupanti germanici videro nella socializzazione un tipo di normativa che avrebbe potuto avere conseguenze nefaste sulla produzione industriale in generale e bellica in particolare. Il generale Leyers si preoccupò di tranquillizzare i proprietari delle "ditte protette": « […] la legge sulla socializzazione non è attualmente in vigore… Se voi in futuro osserverete qualche tendenza alla socializzazione in qualcuna delle vostre ditte non esitate ad informarmene personalmente». Nel febbraio 1945 l'attuazione della normativa relativa alla socializzazione era ancora quasi completamente inoperante, ma continuava a preoccupare il mondo economico italiano. Angelo Tarchi riportò a Mussolini le reazioni degli industriali italiani alla proposta di socializzazione, che, secondo loro, avrebbe paralizzato l'attività produttiva.

## Forze armate

Facciata della Tenuta Le Posteghe a Polpenazze del Garda, sede del Ministero della Difesa guidato da Rodolfo Graziani

L'Esercito Nazionale Repubblicano (con la Guardia Nazionale Repubblicana e le Brigate Nere) dipendeva, formalmente, dal governo della RSI, « […] anche se, nell'impiego operativo sono di fatto subordinate ai comandi militari tedeschi...». Le SS italiane dipendevano dal generale Wolff, mentre la Xª MAS del comandante Junio Valerio Borghese costituiva un vero e proprio esercito personale.

### Esercito Nazionale Repubblicano
Secondo rilevamenti dell'Ufficio Storico dello Stato maggiore dell'Esercito Italiano nel periodo 1943-1945 l'Esercito della Repubblica Sociale contò 558.000 effettivi.

#### Vertici dell'organizzazione militare

Milite della RSI

Ai vertici dell'organizzazione militare della RSI stava il Ministero della difesa nazionale che, dal 6 gennaio 1944 si chiamò Ministero delle Forze Armate. A capo di esso fu designato l'ex Maresciallo d'Italia Rodolfo Graziani, che a sua volta nominò quale Capo di stato maggiore generale il generale Gastone Gambara. Collaboravano col ministro un sottosegretario per l'Esercito, uno per la Marina Nazionale Repubblicana e uno per l'Aeronautica Nazionale Repubblicana, per ognuno di essi esisteva inoltre un capo di Stato maggiore.
A livello gerarchico, le forze armate erano alle dipendenze del Capo di Stato che in tempo di pace esercitava il comando attraverso il Ministro della Difesa, in tempo di guerra a mezzo del Capo di Stato maggiore Generale.

#### Impiego al fronte
La maggior parte delle azioni compiute da queste unità furono dirette contro il movimento partigiano: i comandanti tedeschi, poco inclini a fidarsi dei militari italiani dopo i fatti dell'8 settembre, preferivano evitare di coinvolgerle nei combattimenti del fronte, e si convinsero ad usarle solo nei momenti e nei settori più tranquilli della Linea Gotica. Questo atteggiamento contribuì a deprimere ulteriormente il morale di quanti, soprattutto giovani coscritti, avevano risposto al bando Graziani mossi dal sincero desiderio di difendere il suolo patrio, vedendosi invece costretti in buona parte alle azioni della controguerriglia perpetrate contro villaggi e popolazioni italiane.
Nonostante le pretese della propaganda fascista, che voleva far passare l'operazione Wintergewitter come una sorta di offensiva delle Ardenne italiana, la battaglia fu di proporzioni quantomeno limitate, sia per i risultati ottenuti (far ripiegare un gruppo di combattimento reggimentale statunitense) sia per le dimensioni dei reparti impegnati (tre battaglioni tedeschi e tre della RSI, più i supporti d'artiglieria). Entro il 31 dicembre il fronte si sarebbe nuovamente stabilizzato sulle posizioni di partenza, senza alcun mutamento strategico o tattico di rilievo.
Vi erano, infine, reparti che combattevano fuori dai confini: in Francia, Germania, Unione Sovietica, Penisola balcanica, Dodecaneso. I caduti in Italia di questo esercito furono circa 13.000 militari e 2.500 civili. I prigionieri di guerra vennero inviati dagli Alleati principalmente nel campo di concentramento di Hereford, nel Texas.

### L'Aeronautica Nazionale Repubblicana

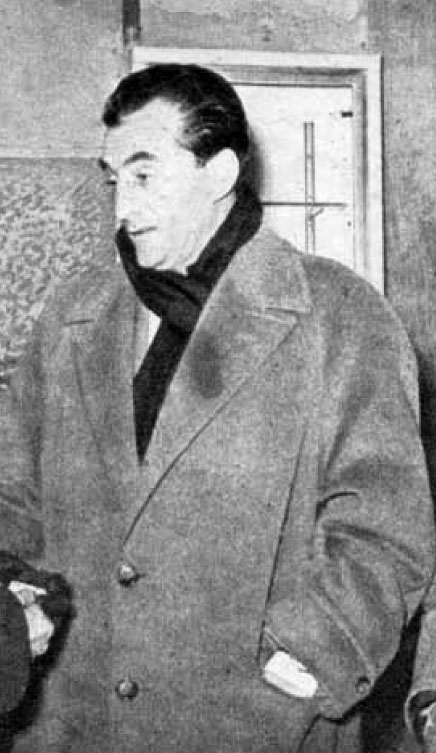
Adriano Visconti, asso degli assi sia con la Regia Aeronautica che con l'Aeronautica Nazionale Repubblicana, ucciso da un partigiano con una raffica di mitra alla schiena nel cortile della caserma "Savoia Cavalleria" a Milano; era di ritorno da un incontro con i rappresentanti del CLN con i quali aveva trattato la resa

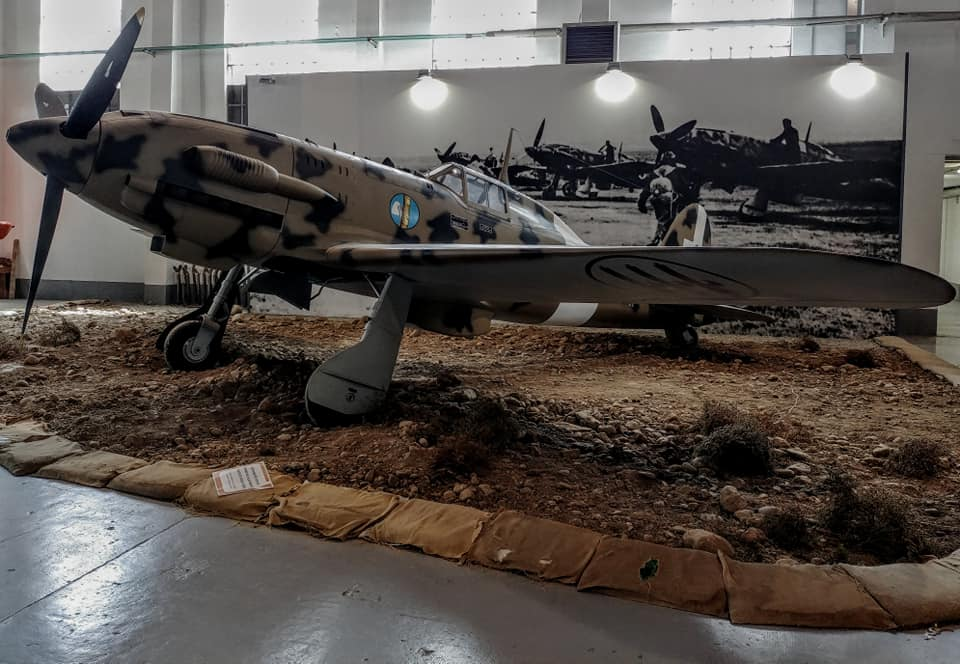
Riproduzione di Macchi MC.202 folgore esposto al Parco e Museo di Volandia e recante il distintivo del 2º Gruppo caccia "Gigi Tre Osei".

L'istituzione di un'aviazione per la nascente repubblica fascista si fa in genere risalire alla nomina del tenente colonnello Ernesto Botto a sottosegretario per l'aeronautica il 23 settembre 1943, durante la riunione del consiglio dei ministri della RSI.
Botto si insediò nel suo ufficio al Ministero dell'Aeronautica il 1º ottobre e si trovò di fronte una situazione assai ingarbugliata, le cui cause erano da ricercare nella mancanza di collegamenti e nelle iniziative tedesche: il comandante della Luftflotte 2, il Feldmaresciallo Wolfram von Richthofen, aveva già iniziato a radunare il personale della Regia Aeronautica da arruolare nella Luftwaffe. Il Feldmaresciallo Albert Kesselring, a sua volta, aveva nominato il tenente colonnello Tito Falconi "ispettore della caccia italiana", con il compito di rimettere la suddetta caccia in condizione di combattere. Per di più Richtofen aveva nominato un comandante per l'aviazione italiana nella persona del generale Müller.
Tra reciproche incomprensioni, distanze e differenze di vedute, la costituzione dell'Aeronautica Repubblicana dovette attendere l'autorizzazione personale di Hitler in novembre, dopo che le proteste ufficiali di Botto avevano risalito l'intera scala gerarchica tedesca. Nel gennaio del 1944 si iniziava così la formazione dei reparti: un gruppo per ogni specialità (caccia, su Macchi C.205V Veltro, aerosiluranti, su Savoia-Marchetti S.M.79 e trasporto) con una squadriglia complementare. Il tutto, per le operazioni, dipendeva dai comandi tedeschi. In aprile veniva formato un ulteriore gruppo di caccia, su Fiat G.55 Centauro.
Nel giugno dello stesso anno iniziò il passaggio ai velivoli tedeschi Messerschmitt Bf-109G-6, che avrebbero dovuto armare anche il nuovo 3º Gruppo; questa espansione della caccia fu dovuta sia al crescente disimpegno della Luftwaffe dal settore meridionale sia dai buoni risultati conseguiti inizialmente, ma questi terminarono ben presto e il tasso di perdite cominciò a farsi in breve tempo superiore al numero di abbattimenti ottenuto.
Complessivamente nel periodo tra il 3 gennaio 1944 e il 19 aprile 1945, il 1º gruppo registrò 113 vittorie sicure e 45 probabili nel corso di 46 combattimenti. Il 2º gruppo, entrato in linea nell'aprile 1944, all'aprile 1945 registrò nel corso di 48 combattimenti ben 114 vittorie sicure e 48 probabili. L'aeronautica della RSI, che comprese anche l'artiglieria contraerea e i paracadutisti, era costituita da tre Gruppi Caccia (che contrastarono per quanto possibile la superiorità dell'aviazione nemica), il gruppo aerosiluranti Faggioni e due gruppi di aerotrasporti.
Il Gruppo Aerosiluranti "Buscaglia-Faggioni", comandato da Carlo Faggioni, ottenne risultati peggiori, subendo forti perdite mentre attaccava la flotta alleata che supportava la testa di ponte di Anzio. Nonostante le numerose navi colpite (secondo i bollettini ufficiali), la vita operativa del gruppo fu piuttosto avara di riconoscimenti: l'unico siluro messo a segno dopo tanto impegno, fu quello che danneggiò un piroscafo britannico, colpito a Nord di Bengasi, nel periodo in cui il reparto operava da basi ubicate in Grecia, e un piroscafo al largo di Rimini il 5 gennaio 1945. Da segnalare dopo la morte di Faggioni il raid, che il gruppo fece contro la piazzaforte di Gibilterra, guidata dal nuovo comandante Marino Marini. Quanto al gruppo dei trasporti (al quale se ne aggiunse un secondo), fu utilizzato dalla Luftwaffe sul fronte orientale e poi sciolto nell'estate del 1944.
Anche gli altri reparti, in sostanza, subirono la stessa sorte nello stesso momento: in quei mesi i rapporti fra i vertici militari della RSI e quelli tedeschi erano peggiorati notevolmente, anche a causa dei sempre minori risultati raggiunti dai reparti dell'Aeronautica Repubblicana, i cui mezzi e piloti subivano un eccessivo logorio. Von Richtofen, che doveva ridurre ulteriormente la presenza aerea tedesca in Italia, pensò di risolvere la questione sciogliendo i reparti della RSI e sostituendoli con una sorta di "legione aerea italiana", strutturata secondo il modello del Fliegerkorps tedesco, il cui comandante sarebbe stato il generale di brigata aerea Tessari (che avrebbe così lasciato la carica di sottosegretario che ricopriva dopo l'esonero di Botto), affiancato da uno Stato maggiore germanico che avrebbe permesso alla Luftwaffe di mantenere il suo controllo sulle attività di guerra aerea in Italia.
Le solite rivalità interne e incomprensioni fecero bloccare il piano, lasciando la RSI di fatto senza aviazione fino a settembre, quando si riuscì a rimettere in moto il processo. Da ottobre fino al gennaio del 1945, quando il 1º gruppo tornò dall'addestramento in Germania, il 2º fu l'unico reparto di caccia disponibile per contrastare l'azione degli Alleati. Ma l'arrivo della nuova unità mutò di poco la situazione complessiva, che vedeva la caccia della RSI subire perdite sempre maggiori.
Le ultime missioni di volo vennero svolte il 19 aprile, quando i due gruppi intercettarono dei bombardieri e dei ricognitori, probabilmente statunitensi: uno dei ricognitori venne abbattuto, a prezzo di un caccia; quanto allo scontro con i bombardieri, questo fu disastroso e gli aerei della RSI, colti di sorpresa dalla reazione della scorta, subirono cinque perdite senza ottenere alcun abbattimento. Nei giorni successivi, impossibilitati a compiere decolli per mancanza di carburante e sottoposti a continui attacchi da parte dei partigiani, i reparti distrussero il materiale di volo e si arresero.

### La Marina Nazionale Repubblicana

CB della Marina Nazionale Repubblicana nell'Adriatico: porto di Pola

La formazione di una nuova marina fu un'operazione assai più lenta e difficoltosa rispetto alla pur travagliata vicenda della costituzione delle altre due armi.
Il primo e più grosso problema che si poneva sulla via era quello di reperire i mezzi: il naviglio pesante e gran parte del naviglio leggero, in ottemperanza alle clausole armistiziali, si era messo in navigazione alla volta del Grand Harbour della Valletta per consegnarsi agli Alleati; i mezzi che erano stati abbandonati nei porti italiani avevano subito l'ormai usuale operazione di sabotaggio ad opera degli equipaggi, in modo che le truppe tedesche non se ne potessero impossessare.
Si schierarono con la nuova repubblica il comandante Grossi, che aveva autorità sui sottomarini della base di BETASOM (Bordeaux) ed il principe Junio Valerio Borghese, comandante la Xª MAS. Il caso della Xª MAS sotto il comando di Borghese merita un discorso a parte, in quanto questi aveva preso accordi pressoché privati con gli alti comandi della Kriegsmarine e, pur appartenendo lui ed il suo reparto a quella che era stata la Regia Marina, non intesero divenire parte dell'organigramma della futura marina della RSI, mantenendosi a sicura distanza, almeno nella fase iniziale, dal coinvolgimento politico.
Il sottosegretario per la marina, capitano di fregata Ferruccio Ferrini, nominato il 26 ottobre, tentò subito di inglobare la "Decima" direttamente nella sua forza armata (come arma subordinata), ma con scarso successo e scatenando pericolosi incidenti che per poco non spinsero i "marò" del principe Borghese all'insurrezione armata contro il governo (questo fu peraltro uno dei motivi del successo e della popolarità della Flottiglia, che solo contando sull'immagine del comandante e sulla sua "indipendenza" politica, riuscì a raccogliere un numero impressionante di arruolamenti volontari e crebbe, allargandosi anche ad attività di terra, sino a divenire una sorta di esercito autonomo). Questi accadimenti, uniti alla scarsità del materiale navale rimasto in mano ai fascisti, portarono i comandi tedeschi ad arroccarsi su posizioni di diffidenza e di non collaborazione. La sostituzione di Ferrini con Giuseppe Sparzani (già capo di Stato maggiore) dissolse le reticenze tedesche circa l'istituzione della nuova arma navale, che comunque sarebbe avvenuta alla condizione di mettere i reparti della marina della RSI alle dipendenze tedesche.
La marina di Salò, oltre ai Comandi di zona servizi della marina (che ne costituivano l'organizzazione territoriale), aveva previsto l'istituzione di Comandi navali per l'impiego delle unità militari: uno per le unità di superficie, uno per i sommergibili, e infine uno per le unità anti-sommergibile. L'ultimo fu l'unico effettivamente funzionante; i sommergibili per il secondo furono impiegati principalmente per trasportare spie e agenti oltre le linee alleate; il primo non venne mai istituito in quanto non vi sarebbero state navi da assegnargli. Le uniche navi che videro un limitato impiego furono due incrociatori che vennero usati come navi anti-aeree ormeggiate nel porto di Trieste.
Da ricordare che l'Italia, quando ormai le sorti del conflitto voltavano al peggio, decise di dotare la Regia Marina di due portaerei, l'Aquila e lo Sparviero, rimediando così ad una grave carenza strategica. Alla data dell'armistizio le due navi erano ancora in fase di costruzione nei cantieri di Muggiano (SP), quindi in territorio controllato dalle forze dell'Asse, ma non furono mai ultimate a causa dell'evolversi degli eventi bellici. Per evitare che venisse affondata dai tedeschi all'ingresso del porto, bloccandolo, l'Aquila non completata venne affondata dagli incursori della Regia Marina prima del termine delle ostilità.

### La Guardia Nazionale Repubblicana
La Guardia Nazionale Repubblicana fu creata con il Decreto Legislativo del Duce nº 913 dell'8 dicembre 1943 - XXII E.F. "Istituzione della «Guardia Nazionale Repubblicana»", pubblicato sulla Gazzetta Ufficiale d'Italia nº 131 del 5 giugno 1944. Con il successivo Decreto del Duce nº 921 del 18 dicembre 1943 - XXII E.F. "Ordinamento e funzionamento della Guardia Nazionale Repubblicana", pubblicato sulla Gazzetta Ufficiale d'Italia nº 166 del 18 luglio 1944, furono fissati l'ordinamento ed il funzionamento. La Guardia Nazionale Repubblicana con Decreto Legislativo del Duce nº 469 del 14 agosto 1944 - XXII E.F. "Passaggio della G.N.R. nell'Esercito Nazionale Repubblicano" entra a far parte dell'Esercito Nazionale Repubblicano.

### Le Brigate Nere

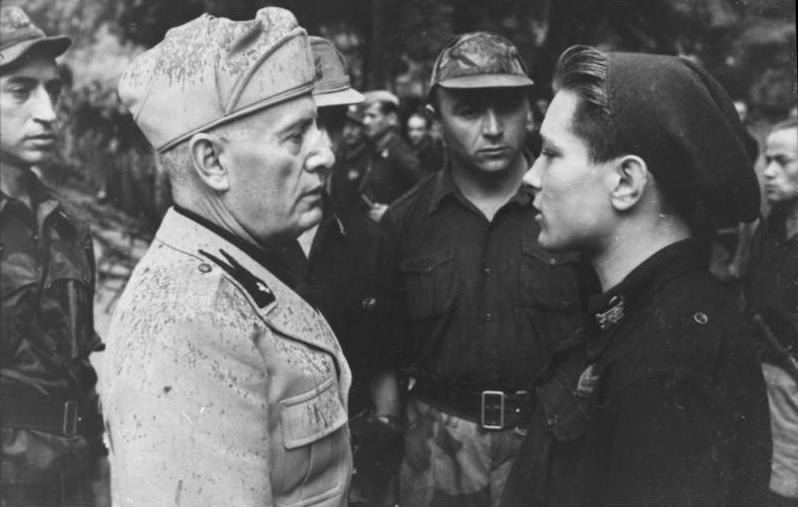
Mussolini incontra un milite adolescente della RSI (1944)

Le Brigate nere furono l'ultima creazione armata della Repubblica. L'idea di un «esercito fascista», politicizzato, di partito, era sempre stata uno dei cavalli di battaglia del segretario del Partito Fascista Repubblicano Alessandro Pavolini, che aveva proposto l'istituzione di un corpo con queste caratteristiche sin dai primi del '44, ma aveva ottenuto ben poco: il suo «centro di arruolamento volontario», nel quale si sarebbero dovuti presentare in massa i fascisti non ancora sotto le armi, rimase deserto: in circa tre mesi, solo il 10% degli iscritti, circa 47.000 su 480.000, rispose alla chiamata. La Guardia Nazionale Repubblicana fu sempre a corto sia di uomini che di mezzi.
Pavolini riuscì però a sfruttare due opportunità che gli si offrirono una di seguito all'altra: l'occupazione di Roma da parte degli Alleati a giugno, e l'attentato a Hitler a luglio. Mussolini, scosso da questi avvenimenti, cedette ed emanò il decreto (pubblicato sulla Gazzetta il 3 agosto) per l'istituzione del Corpo ausiliario delle Camicie Nere. Il nuovo corpo, sottoposto a disciplina militare ed al Codice penale militare di guerra, fu costituito da tutti gli iscritti al Partito Fascista Repubblicano di età compresa tra i diciotto e sessanta anni non appartenenti alle Forze Armate, organizzati in Squadre d'Azione; il segretario del Partito dovette trasformare la direzione del Partito in un ufficio di Stato maggiore del Corpo ausiliario delle Squadre d'Azione delle Camicie Nere, le Federazioni si trasformarono in Brigate del Corpo ausiliario, il cui comando fu affidato ai capi politici locali. Il decreto, in poche parole, come recitava il testo, faceva sì che «la struttura politico-militare del Partito si trasformasse in un organismo di tipo esclusivamente militare».
Fu Pavolini a coniare la denominazione «Brigate Nere», con la quale voleva esprimere la loro contrapposizione alle formazioni partigiane della Resistenza legate ai partiti di sinistra, «Brigate Garibaldi», «Brigate Giustizia e Libertà» e «Brigate Matteotti». Essendo segretario del Partito e quindi comandante delle Brigate, spettò a lui compito di scegliere i suoi collaboratori: Puccio Pucci, funzionario del CONI, fu il suo più stretto aiutante, ed il primo capo di Stato maggiore fu il console Giovanni Battista Raggio. Il loro tentativo di riesumare lo squadrismo degli inizi (ma su scala più vasta) non si rivelò molto efficace: dei 100.000 uomini previsti da Pavolini se ne reperirono formalmente circa 20.000, e di questi solo 4.000 furono combattenti, militi cioè realmente operativi. Furono inquadrati nelle cosiddette Brigate Nere mobili, che sarebbero risultati gli unici reparti di questa milizia a combattere contro i partigiani.
Per le armi e i mezzi di trasporto le Brigate mobili dipendevano dai militari tedeschi, inizialmente più che contenti di poter contare sui fascisti repubblicani per le imprese antipartigiane, e specialmente per il "lavoro sporco", come incendiare paesi, passare per le armi donne e bambini ed eseguire deportazioni, sequestri, torture ed esecuzioni sommarie. Ai crimini tipici delle azioni di contro-guerriglia, si aggiunsero quelli tipici di reparti che avevano arruolato ogni sorta di elemento, includendo anche più di un criminale: i rapporti della Guardia Nazionale Repubblicana elencano numerosi casi di saccheggio, furto, rapina, arresto illegale, violenze a cose e persone.
L'indisciplina e la violenza gratuita e scoordinata manifestate dalle Brigate sono dati accertati dagli stessi comandanti tedeschi, che persero il loro iniziale - seppur tiepido - entusiasmo verso la loro istituzione registrando come le Brigate fossero incapaci di coordinarsi con i reparti della Wehrmacht e non obbedissero agli ordini (che generalmente ignoravano); le loro violenze erano tali che, nelle zone in cui operavano, per reazione popolare i partigiani aumentavano di numero. Il comandante in capo delle SS in Italia, generale Karl Wolff, forse per evitare un ulteriore aggravio del problema (ma anche perché stava per prendere iniziative di colloqui separati con gli Alleati e voleva operare un gesto di «distensione»), decise di mettere fuori combattimento le Brigate Nere mobili, prosciugando i loro canali di rifornimento.

### Servizio ausiliario femminile
Il Servizio Ausiliario Femminile era un corpo militare composto unicamente da donne. Furono in tutto oltre 6.000 le donne, di ogni ceto sociale e provenienti da ogni parte d'Italia, a presentare domanda di arruolamento. Il corpo venne istituito con il decreto ministeriale n. 447 del 18 aprile 1944. Fu lo stesso Mussolini a ritenere importante la creazione di un corpo speciale come quello delle ausiliarie.
Per le ausiliarie era previsto uno stipendio oscillante tra le 700 lire per il personale impiegatizio e le 350 lire del personale di fatica. Al corpo vennero affidati anche compiti importanti e rischiosi, quali vere operazioni di sabotaggio. Nella Corrispondenza repubblicana del 15 agosto 1944, il Duce esaltò l'ardore combattivo di venticinque franche tiratrici fasciste di Firenze contro gli invasori angloamericani, e descrisse la sorpresa dell'agenzia Reuters e del giornale inglese The Daily Mirror espressi da Curzio Malaparte.

### I reparti non indivisionati
Dopo l'8 settembre 1943 molti ufficiali cercarono di riorganizzare gli sbandati, formando piccoli reparti che restarono in generale autonomi nella nascente RSI.
- Compagnie di sicurezza
- Battaglioni costieri
- Compagnie presidiarie
- Compagnie di guardia
- Reparto guardiaforti
- Compagnia di protezione impianti
- 1ª Compagnia territoriale
- 1ª Compagnia autonoma di fanteria
- Compagnia mista Bersaglieri-Alpini
- Compagnia lavoratori "Zara"
- Battaglioni salmerie e carreggio
- Artiglieria costiera
- Gruppo squadroni corazzato "San Giusto"
- Gruppo squadroni corazzato "Leoncello"
- Arma del Genio
- Ispettorato Militare del Lavoro
- Reggimento volontari friulani "Tagliamento"
- Battaglione volontari di Sardegna "Giovanni Maria Angioy"
- Battaglione volontari mutilati "Onore e sacrificio"
- Battaglione "Moschettieri delle Alpi"

### I Servizi Speciali della RSI
Furono organizzati diversi organismi che preparavano volontari per missioni di sabotaggio e di informazione nei territori controllati dagli Alleati. Si trattava di missioni naturalmente molto rischiose e diversi volontari furono catturati e fucilati o condannati a pene detentive.
Le Volpi argentateGruppo Speciale Autonomo al comando del tenente colonnello della G.N.R. Tommaso David, che agiva oltre le linee nemiche. Molti degli agenti erano donne.
I servizi speciali della MarinaFurono quelli del Battaglione Nuotatori Paracadutisti della Xª Flottiglia MAS.
I servizi speciali dell'aeronauticaAnche l'aeronautica ebbe i suoi servizi speciali (Coordinatore il tenente colonnello Ferruccio Vosilla) che, con personale addestrato all'aviolancio, compì missioni in territorio controllato dagli Alleati.
Il nucleo paracadutisti dalmatiFu creato per iniziativa del colonnello Giovanni Host Venturi e comandato dal sottotenente paracadutista Ruggero Benussi. Operò nei Balcani con lanci di uomini che compirono azioni contro i partigiani jugoslavi di Tito e a sostegno dei cetnici di re Pietro II che collaboravano con le truppe dell'Asse.
I servizi speciali della poliziaUno di questi servizi fu organizzato dal Comando della Legione Autonoma Mobile Ettore Muti e fu denominato «Squadra servizi speciali». Distaccato presso il comando della Divisione Hermann Göring, operò sul fronte di Bologna compiendo azioni oltre le linee. Furono organizzati anche altri Servizi Speciali di Polizia dal Ministero dell'Interno, per addestrare squadre di sabotatori.

## Simboli

### La bandiera della Repubblica Sociale Italiana

Heuberg 17 luglio 1944, il Duce passa in rassegna i reparti della divisione "Italia", in primo piano si nota il Tricolore della Repubblica Sociale Italiana, identico a quello regio ma privato dello scudo sabaudo (analogamente alla bandiera dell'attuale Repubblica Italiana)

Lo Stato Nazionale Repubblicano, nato il 23 settembre 1943 ebbe una bandiera de facto nel Tricolore italiano, che venne utilizzata fino al 30 novembre 1943. Il 1º dicembre 1943 furono ufficializzate la bandiera nazionale e la bandiera di combattimento per le Forze armate del nuovo Stato denominato Repubblica Sociale Italiana. La bandiera di combattimento delle Forze armate della Repubblica Sociale Italiana fu cambiata il 6 maggio 1944.
La bandiera nazionale fu ammainata definitivamente il 25 aprile 1945, con lo scioglimento dal giuramento per militari e civili, quale ultimo atto del Governo di Benito Mussolini, mentre la bandiera di combattimento fu ammainata ufficialmente il 3 maggio 1945, con la Resa di Caserta, realmente il 17 maggio 1945, quando cessò le ostilità arrendendosi l'ultimo reparto combattente della Repubblica Sociale Italiana, la Sezione di Artiglieria di Marina, dipendente dalla Compagnia di Artiglieria di Marina dell'Unità Atlantica di Fanteria di Marina, a Saint Nazaire, base navale per sottomarini tedeschi sull'estuario della Loira (Francia); altro posizionamento alternativo era la Fortezza del Vallo Atlantico "Gironde Mündung Süd" a Pointe de Grave sull'estuario della Gironda (Francia).
L'aquila argentea fu il tradizionale simbolo dell'antica repubblica romana (mentre l'aquila aurea lo era dell'impero romano). Il fascio littorio dorato è un antico simbolo romano che fu scelto da Mussolini ad emblema ufficiale del fascismo. Esso intendeva rappresentare l'unità degli italiani (il fascio di verghe tenuto assieme), la libertà e l'autorità intesa come potere legale (in origine il fascio littorio era usato come insegna dai magistrati che disponevano dell'imperium, ovvero aventi potere di presiedere i processi, giudicare i casi ed emettere le sentenze).

#### La bandiera nazionale
La bandiera nazionale della Repubblica Sociale Italiana fu ufficializza da tre atti pubblici:
(Verbale del IV Consiglio dei Ministri dello Stato Nazionale Repubblicano del 24 novembre 1943 pubblicati come  Verbali del Consiglio dei Ministri della Repubblica Sociale Italiana settembre 1943 - aprile 1945, vol. I, Roma, Archivio di Stato, 2002,  pp. 76-162.)
(Verbale del VI Consiglio dei Ministri della Repubblica Sociale Italiana dell'11 gennaio 1944 pubblicati come  Verbali del Consiglio dei Ministri della Repubblica Sociale Italiana settembre 1943 - aprile 1945, vol. I, Roma, Archivio di Stato, 2002,  pp. 223-289.)
(Articolo nº 1 del Decreto legislativo del Duce della Repubblica Sociale Italiana e Capo del governo nº 141 del 28 gennaio 1944 - XXII E.F. Foggia della bandiera nazionale e della bandiera di combattimento delle Forze Armate, pubblicato sulla Gazzetta Ufficiale d'Italia nº 107 del 6 maggio 1944 - XXII E.F.)

Bandiera dello Stato Fascista Repubblicano d'Italia (23 settembre 1943 28 settembre 1943)
Bandiera dello Stato Nazionale Repubblicano d'Italia (28 settembre 1943 30 novembre 1943)
Bandiera nazionale della Repubblica Sociale Italiana (1º dicembre 1943 2 maggio 1945)

#### La bandiera di combattimento

Aquila raffigurata nella bandiera di guerra della Repubblica Sociale Italiana

Le bandiere di combattimento delle Forze Armate della Repubblica Sociale Italiana furono ufficializzate da tre atti pubblici:
(Verbale del IV Consiglio dei Ministri dello Stato Nazionale Repubblicano del 24 novembre 1943 pubblicati come: Anonimo, Verbali del Consiglio dei Ministri della Repubblica Sociale Italiana settembre 1943 - aprile 1945, Archivio di Stato, Roma (2002) - Vol. I, pag. da 76 a 162.)
(Verbale del VI Consiglio dei Ministri della Repubblica Sociale Italiana dell'11 gennaio 1944 pubblicati come: Anonimo, Verbali del Consiglio dei Ministri della Repubblica Sociale Italiana settembre 1943 - aprile 1945, Archivio di Stato, Roma (2002) - Vol. I, pag. da 223 a 289.)
(Articolo nº 2 del Decreto legislativo del Duce della Repubblica Sociale Italiana e Capo del governo nº 141 del 28 gennaio 1944 - XXII E.F. Foggia della bandiera nazionale e della bandiera di combattimento delle Forze Armate, pubblicato sulla Gazzetta Ufficiale d'Italia nº 107 del 6 maggio 1944 - XXII E.F.)

Bandiera di combattimento per le Forze Armate dello Stato Fascista Repubblicano d'Italia (23 settembre 1943 28 settembre 1943)
Bandiera di combattimento per le Forze Armate dello Stato Nazionale Repubblicano d'Italia (28 settembre 1943 30 novembre 1943)
Bandiera di combattimento per le Forze Armate della Repubblica Sociale Italiana (1º dicembre 1943 5 maggio 1944)
Bandiera di combattimento delle Forze Armate della Repubblica Sociale Italiana (6 maggio 1944 2 maggio 1945)

### Lo stemma della Repubblica Sociale Italiana

Stemma della Repubblica Sociale Italiana

Lo stemma si basava sulla bandiera d'Italia, il tricolore verde, bianco e rosso, ma coi colori invertiti (ossia il rosso a sinistra e il verde a destra); entro la fascia centrale bianca dello stemma era inserito un fascio littorio, simbolo del Partito Fascista Repubblicano (erede del Partito Nazionale Fascista); il tutto era sormontato da un'aquila monocefala ad ali spiegate. Entrambi i simboli erano stati ripresi dall'Antica Roma: i fasci littori erano esibiti infatti dalle guardie personali dei consoli prima e degli imperatori poi, l'aquila era simbolo di molte legioni.

## "Repubblicani" o "repubblichini"?
Il termine «repubblichino», era stato coniato il 15 aprile 1793 da Vittorio Alfieri in una lettera a Mario Bianchi, per definire con intento spregiativo tutti i fautori della repubblica durante la Rivoluzione francese:
Fu utilizzato per la prima volta in riferimento a dirigenti, membri dell'esercito, sostenitori e militanti della Repubblica Sociale Italiana nel 1943 da Umberto Calosso in una trasmissione di Radio Londra, in seguito alla nascita della Repubblica Sociale Italiana il termine «repubblichino» si radicò ampiamente nella storiografia e nella pubblicistica in Italia, anche per evitare confusione con «repubblicano» in riferimento alla nuova forma statuale dell'Italia post-bellica. La desinenza diminutiva era naturalmente mirata a fungere da sfumatura spregiativa.
Gli aderenti alla Repubblica Sociale Italiana, proclamata dai fascisti in seguito al trasferimento da Roma a Brindisi del re Vittorio Emanuele III capo supremo delle Forze Armate Italiane e di suo figlio, il futuro re Umberto II, utilizzavano invece l'aggettivo «repubblicano» (ad esempio nelle denominazioni ufficiali del nuovo partito fascista e dei corpi militari della RSI).
Tuttavia, tale termine non era nuovo nell'ambito politico italiano che anche durante la guerra era utilizzato dal Partito Repubblicano Italiano, un movimento di origine risorgimentale che aveva aderito al fronte antifascista e puntava ad abolire la monarchia in Italia instaurando una Repubblica democratica. Gli antifascisti, specie se di posizioni repubblicane (come i comunisti, i socialisti e gli azionisti), che nel frattempo avevano creato il Comitato di Liberazione Nazionale nel "Regno del Sud", si rifiutavano di chiamare «repubblicano» il regime politico collaborazionista instaurato al Nord.
Lo storico Luigi Ganapini, autore nel 1999 dello studio La repubblica delle camicie nere, affermò di aver deliberatamente evitato nel suo saggio l'uso del termine «repubblichini», ritenendo che «la storia non si fa con l'insulto». Lo storico Sergio Luzzatto, per identificare il periodo in esame, ha usato l'aggettivo «saloino» (nel suo saggio Il corpo del duce), che designa propriamente gli abitanti di Salò, de facto capitale della RSI.